# La piloto
La piloto es una serie de televisión de drama criminal producida por W Studios en colaboración con Lemon Studios para Televisa. Es una historia original creada por Jörg Hiller, basada en eventos de la vida real que estrenó su primera temporada en Estados Unidos a través de Univision el 7 de marzo de 2017, y finalizó en su totalidad en México con su segunda temporada a través de Las Estrellas el 7 de octubre de 2018.
La serie cuenta las aventuras de Yolanda Cadena (Livia Brito) y todos sus esfuerzos por convertirse en una gran piloto de avión.

## Sinopsis

### Primera temporada
Esta serie está basada en el testimonio real de Yolanda Cadena, una mujer de clase baja, inteligente, valiente y con un gran sueño por delante: pilotear, volar por los aires. La pasión hacia los aviones la heredó de su difunto padre, Ramón, su héroe, imagen y semejanza. Yolanda cree ver su sueño truncado por su situación económica que no le permite estudiar aviación. Su padrino, Ernesto, la convence de pagarle los estudios y cumplir su sueño a cambio de fines sexuales. Yolanda quedó marcada por el abuso de su padrino y cobra venganza asesinándolo.
Al huir de su pueblo, Yolanda comienza a evadir a la justicia. Su gran capacidad para escalar se convierte en un verdadero infierno cuando conoce a Zulima, una mujer doble cara que finge ser su amiga y la lleva a trabajar como azafata en la aerolínea Centroamérica Air, allí conoce a Olivia, Lizbeth y Amanda y se hacen amigas, además de Alberto Díaz, un agente de la DEA, cuyo verdadero nombre es Dave Mejía y está como infiltrado en la aerolínea para atrapar a John y a Óscar Lucio, dos hermanos narcotraficantes que son parte del cártel de las Sombras y que usan la aerolínea como fachada para sus negocios. Zulima también es parte de los hermanos Lucio y comienza a sentir una rabia incontrolable hacia las amigas de Yolanda, especialmente hacia ella. 
En la aerolínea, Zulima recibe una misteriosa maleta de parte de John y teme llevarla con ella. Para no ser descubierta, se le da a Yolanda. Afortunadamente, Yolanda descubre que en la maleta hay un millón de dólares, que posteriormente son robados. Yolanda da la cara ante el socio de John confesando que el dinero fue robado. Ambos huyen para resguardarse. John le agradece a Yolanda por su valentía en enfrentar al peligroso hombre que intentó matarlos, inician un romance y se llevan a las azafatas como parte de su equipo delictivo. Óscar cree que Yolanda es una amenaza para alejarlo de su hermano, se convierte en su rival y peor pesadilla.
John ayuda a Yolanda a cumplir su sueño, la enseña a pilotear y a transportar droga y dólares en sus avionetas y crean un lazo emocional que creen que es irrompible. Así es como Yolanda logra meterse en la delincuencia, pero a ella no le importa ni el dinero, ni el poder, solo cumplir su sueño de ser piloto. Para ese entonces, Yolanda ya ha descubierto que Dave es un infiltrado, fingió estar enamorado de ella y que solo la usó para intentar atrapar a John. Dave se enamora sinceramente de Yolanda, al igual que ella, pero ambos están de lados opuesto de la ley.
En la casa de seguridad de los hermanos Lucio, Zulima nota el odio que Óscar tiene hacia Yolanda y lo descubre con una inusual cercanía con otro hombre. Zulima jura no revelar los detalles sobre su sexualidad a cambio de ser cómplices y destruir a Yolanda. Ambos hacen creer a John que Yolanda lo traicionará negociando con Dave y que lo entregará a la DEA. John no se queda tranquilo e intenta matar a Yolanda averiando su avioneta. La piloto cae en una zona selvática de Cali, Colombia y se ve forzada a convivir varios meses con el demente coronel Santamaría, este se obsesiona con ella y la encierra en un batallón militar aislada de todo.
Cinco meses después, cuando por fin Yolanda logra escapar, envenena a Santamaría y pierde un ojo. Santamaría se gana el odio y la rabia de Yolanda y la persigue hasta México.
Ante todo lo sucedido, Yolanda vuelve a ver a John y se quitan las máscaras; le confiesa que él mismo la mandó a matar; ella intenta explicarle que todo fue una confusión. Desafortunadamente, comienza una guerra sinfín entre Yolanda y John para vengarse uno del otro. Posteriormente, Zulima se revela ante Yolanda confesándole todo lo que le ha hecho desde que la conoció: ella fue quien la metió en el negocio del narcotráfico por la maleta que le encargó a llevar con el millón de dólares, la profunda envidia que siente por ella, el secuestro a manos de Santamaría, las veces que ha intentado matarla, además fue amante y cómplice de John.
A pesar de todo, Yolanda nunca renunció a su sueño y lo alcanzó. Este solo es un paso para convertirse en una temeraria líder, huir de sus enemigos y salvar a su familia.

### Segunda temporada
Yolanda logró sus sueños y su felicidad, junto a su familia y amigos. Cuatro años después de haber sido exonerada e ingresada en el programa de testigos protegidos, Yolanda cumplió su sueño de ser piloto como capitana de la aerolínea estadounidense US-FLY. Ahora, anhela ser una madre y esposa ejemplar; está a punto de casarse y adoptar a Arley Jr, el hijo de Amanda. Todo parece transcurrir de maravilla... pero hay enemigos del pasado que se lo harán prácticamente imposible. Ellos no perdonan, regresan para saldar deudas y desbaratar su tranquila vida nuevamente:
Arnoldo Santamaría: el psicópata coronel que secuestró a Yolanda hace 4 años en el batallón militar regresa con un nuevo plan en manos: unirse a la mafia rusa que opera Vasily Kilicheko en la ciudad de Los Ángeles, para secuestrar al pequeño Arley Jr, de apenas 4 años, y saldar cuentas con Yolanda; ella le arrebató uno de sus ojos; él la marcó por la espalda mientras la tuvo en sus manos, maniatada y sin poder defenderse. El mayor deseo del coronel es volver a tener a la Piloto a sus pies.
John Lucio: tras 4 años encerrado, ha tomado consciencia de todo lo que cometió en el pasado... o por lo menos eso es lo que aparenta. John no se quedará tranquilo hasta ver a Yolanda convertida en su mujer nuevamente y apartar a Dave de su vida, sea como sea.
Mónica Ortega: ahora del lado puesto de la ley, la Teniente se convirtió en lo que más aborrecía: una delincuente traficante de personas. Ahora trabaja para la mafia rusa, en la organización de Irina y Vasily Kilichenko en transportar personas ilegalmente por mar y después esclavizarlos, extirparle los órganos y prostituirlas. Dos meses antes del secuestro de Arley Jr, Ortega ayuda a Santamaría a fugarse de la prisión de Colombia. Esto, para vengarse de Yolanda y Dave, aunque sea mero resentimiento; el sincero amor que alguna vez sintió por Dave, se ha esfumado y transformado en rencor y un incontrolable odio hacia Yolanda.
Irina Kilichenko: joven ucraniana perteneciente a la mafia rusa, hacker y administradora del strip bar "Club Diablo". Junto a su padre, Vasily Kilichenko, se alían con Santamaría en su anhelo por atormentar la vida de Yolanda y su familia. Al conocer a Yolanda, comienza a envidiar no solo su belleza, sino el imán que es para atraer a los hombres, incluyendo al coronel, de quien se obsesiona. Esto desencadenará una profunda envidia y rencor hacia Yolanda.
Vasily Kilichenko: ucraniano jefe del cártel de California. Hombre sanguinario, racista, despiadado y cruel. Traficante de armas y sustancia ilícitas; a esto se suma el proxenetismo y la distribución de plutonio. Este enigmático capo es la clave y el mismísimo diablo en la vida de Yolanda y Santamaría.
El rencor y la venganza se apoderarán de los enemigos de Yolanda, y volará de regreso al cielo, pero esta vez no para huir, sino para hacerles frente y detenerlos. Son bastantes quienes quieren verla destruida... o en el infierno... pero ella será testigo de la implacable acción y adrenalina que le depara, pero el destino lo decide la Piloto.

## Reparto

### Reparto principal
- Livia Brito como Yolanda Cadena Lesmes / Yolanda Olmos
- Arap Bethke como John Lucio
- María Fernanda Yepes como Zulima Montes (temporada 1)
- Alejandro Nones como Óscar Lucio
- María de la Fuente como Mónica Ortega "La Teniente"
- Verónica Montes como Lizbeth Álvarez (temporada 1)
- Natasha Domínguez como Amanda Cuadrado (temporada 1)
- María Fernanda García como Estela Lesmes (temporada 1)
- Mauricio Aspe como Arley Mena
- Stephanie Salas como Rosalba Cadena
- Arturo Barba como Zeki Yilmaz[7][8] (temporada 1)
- Tommy Vásquez como Arnoldo Santamaría
- Macarena Achaga como Olivia Nieves (temporada 1)
- Juan Colucho como Dave Mejía
- Margarita Muñoz como Andrea Pulido (temporada 2)
- Oka Giner como Olivia Nieves / Olivia Coral (temporada 2)
- Ilza Ponko como Irina Kilichenko (temporada 2)
- Lisardo como Vasily Kilichenko (temporada 2)
- Paulo Quevedo como Bill Morrison (temporada 2)
- Juan Vidal como Bastián Regueros (temporada 2)
- Julia Urbini como Felicidad Ferro (temporada 2)
- Mauricio Pimentel como Muñeco (temporada 2)
- Nico Galán como Wilmer Aguilar Terán
- Julio Echeverry como Gilberto Pulido (temporada 2)

### Reparto recurrente
- Alejandro García como Raúl Argüelles (temporada 1)
- Mikael Lacko como Tony Waters (temporada 2)
- Adriana Deangelis como Julia Ferro (temporada 2)
- Gerardo Murguía como Jorge Sinisterra (temporada 1)
- Aroa Gimeno como Ana San Miguel (temporada 2)[9]
- Diego Escalona como Arley Jr. Cuadrado (temporada 2)
- Shalim Ortiz como Dean Simpson (temporada 1)
- Marcelo Buquet como Omar Nieves (temporada 1)[10]
- Julián Sedgwick como Joseph Montgomery (temporada 1)
- Andrés Delgado como Cristian Nieves (temporada 1)
- Darío Ripoll como Eladio "El Bochas" (temporada 1)
- Roberto Wohlmuth como Coco (temporada 1)
- David Palacio como Alberto Rubio (temporada 1)[11]
- Adriana Nieto como Engracia de Sinisterra[12]
- Ivana de María como Paula (temporada 1)
- Jean Paul Leroux como Vergara (temporada 1)[13]
- Isadora González como Johana (temporada 1)
- Henry Zakka como Chacón (temporada 1)
- Rolando Brito como Capitán Argüelles (temporada 1)[14]
- Diego Otero como Buitre (temporada 2)
- Francisco Angelini como Roberto (temporada 1)
- Víctor Kruper como Frank Garza (temporada 2)
- Mar Zamora como Cindy (temporada 1)
- Adrián Ghar como Baquero (temporada 1)
- César Valdivia como Eliezer Blanco "Cañengo" (temporada 1)
- Gabriela Zas como Silvia Dawson (temporada 2)
- Fermín Martínez como Ernesto Calle (temporada 1)
- Cecilia Ponce como Margot Nieves (temporada 1)
- Darlene Rosas como Jazmín (temporada 2)[15]
- Roberto Tello como Venancio (temporada 2)
- Gregorio Cota como Bartov Petrikov (temporada 2)
- Sebastián González como Jason Reyes (temporada 1)
- Cristina Campuzano como Teresa (temporada 1)
- Germán de Greiff como Castro (temporada 1)
- Juan Alejandro Ávila (temporada 1)
- David Negrete Ornelas como Carimañolo (temporada 1)
- Alejandro Peraza como Benavides (temporada 1)
- Tatiana de los Ríos como Sonia Reyes "La Cónsul" (temporada 1)
- Rodrigo Massa como Aldo Tapia (temporada 2)
- Juliana Galvis como Amparo Ruiz (temporada 1)
- Antonio de la Vega como Ramón Cadena (temporada 1)
- Francisco Calvillo como Richard Fajardo (temporada 2)
- Gina Varela como Mariela Solano (temporada 2)
- Solkin Ruz como Agente Delgado (temporada 2)
- J.C Montes-Roldán como Aldo Matallana (temporada 2)
- Mario Erosa como Abogado Flores (temporada 2)
- José María Negri como Juez Fabio Corona (temporada 2)
- Daniel Bretón como Octavio Mina (temporada 2)
- Humberto Bua como El Indio (temporada 2)
- Marcela Morett como Laguna (temporada 2)
- Ricardo Crespo como Cholo (temporada 2)
- Yolanda Ventura como León (temporada 2)
- Adriana Larrañaga como Estefanía Chávez (temporada 2)

## Episodios
| Temporada | Temporada | Episodios | Episodios | Emisión original    | Emisión original     | Emisión original |
| Temporada | Temporada | Episodios | Episodios | Primera emisión     | Última emisión       | Cadena           |
| --------- | --------- | --------- | --------- | ------------------- | -------------------- | ---------------- |
|           | 1         | 80        | 80        | 7 de marzo de 2017  | 26 de junio de 2017  | Univision        |
|           | 2         | 82        | 82        | 18 de junio de 2018 | 7 de octubre de 2018 | Las Estrellas    |

### Audiencias
| Temporada | Horario (Universal)      | Cadena        | Episodios | Primera emisión     | Primera emisión      | Última emisión       | Última emisión       | Promedio de espectadores (millones) |
| Temporada | Horario (Universal)      | Cadena        | Episodios | Fecha               | Audiencia (millones) | Fecha                | Audiencia (millones) | Promedio de espectadores (millones) |
| --------- | ------------------------ | ------------- | --------- | ------------------- | -------------------- | -------------------- | -------------------- | ----------------------------------- |
| 1         | lunes a viernes 10pm/9c  | Univision     | 80        | 7 de marzo de 2017  | 1.92                 | 26 de junio de 2017  | 1.83                 | 1.66                                |
| 2         | lunes a viernes 21:30 h. | Las Estrellas | 81        | 18 de junio de 2018 | 5.5                  | 7 de octubre de 2018 | 2.9                  | 2.64                                |

## Premios y nominaciones
| Año  | Premio             | Categoría                                         | Nominados                                   | Resultados |
| ---- | ------------------ | ------------------------------------------------- | ------------------------------------------- | ---------- |
| 2018 | Premios Produ      | Mejor productor de serie, superserie o telenovela | Billy Rovzar                                | Nominado   |
| 2018 | Premios Produ      | Mejor actor estrategia digital                    | Arap Bethke                                 | Nominado   |
| 2018 | Premios Produ      | Mejor actor estrategia digital                    | Livia Brito                                 | Nominada   |
| 2019 | Premios TVyNovelas | Mejor telenovela                                  | Carlos Bardasano                            | Nominada   |
| 2019 | Premios TVyNovelas | Mejor actriz protagónica                          | Livia Brito                                 | Nominada   |
| 2019 | Premios TVyNovelas | Mejor villana                                     | Ilza Ponko                                  | Nominada   |
| 2019 | Premios TVyNovelas | Mejor dirección de escena                         | Rolando Ocampo                              | Nominado   |
| 2019 | Premios TVyNovelas | Mejor tema musical                                | «Buena vida» (Daddy Yankee y Natti Natasha) | Nominado   |
| 2019 | Premios TVyNovelas | Mejor reparto                                     | La piloto                                   | Nominada   |